# Christer Hägg
Nils Christer Hägg, född 13 maj 1939 i Oscars församling i Stockholms stad, är en svensk militär.

## Biografi
Hägg avlade studentexamen i Lidingö 1960. Han avlade sjöofficersexamen vid Sjökrigsskolan 1963 och utnämndes samma år till fänrik i flottan, där han befordrades till löjtnant 1965, till kapten 1971, till örlogskapten 1974 och till kommendörkapten 1979. Han var flaggadjutant hos chefen för Kustflottan från 1980, var chef för 1. helikopterdivisionen vid Ostkustens örlogsbas från 1983 och studerade vid Försvarshögskolan. Hägg utnämndes till kommendör 1987, var därefter chef för Marinlinjen vid Militärhögskolan 1987–1989 och marinattaché vid ambassaden i Washington 1989–1995 samt inträdde i reserven 1995.
Christer Hägg invaldes som ledamot av Kungliga Örlogsmannasällskapet 1981.